# Stade Isaia Di Cesare
Le stade Isaia Di Cesare (en italien : stadio Isaia Di Cesare), également connu sous le nom de Campo di Piazza d'Armi, est un stade omnisports italien, dédié principalement à la pratique du football et de l'athlétisme, et situé dans la ville de L'Aquila, dans les Abruzzes.
Le stade, doté de 640 places, sert d'enceinte à domicile à l'équipe d'athlétisme de l'Atletica L'Aquila.
Il porte le nom d'Italo Acconcia, ancien entraîneur de l'équipe d'Italie d'athlétisme puis de rugby à XV.

## Histoire
Situé dans une grande zone militaire à l'ouest de la ville, le terrain était utilisé depuis le début du XXe siècle par les soldats logés dans les casernes voisines, tandis que les clubs de gymnastique locaux et de football naissants utilisaient principalement le terrain devant de la basilique Sainte-Marie de Collemaggio.
Cependant, en 1915, à la suite du tremblement de terre de Marsica, le Campo di Piazza d'Armi commence également à être utilisé pour le football étant donné l'indisponibilité et le danger de jouer sur les places du centre historique.
Durant la décennie suivante, le terrain est utilisé par presque tous les clubs sportifs de la ville s'étants succédé jusqu'à la fondation de l'Association sportive de L'Aquila Calcio en 1931. 
La section football du club rossoblù utilise alors le stade comme lieu de ses matchs à domicile de 1931 à 1934, avant de déménager dans le nouveau Campo del Littorio (l'actuel Stade Tommaso-Fattori) dans le quartier de Torrione. Le stade continue à servir sporadiquement comme lieu d'entraînement au club jusqu'aux années 1970.
À partir de juillet 2013, le stade est modernisé à la suite d'un projet de l'architecte Vincenzo Perinelli. Le nouveau stade rénové est inauguré le 15 mai 2014 en présence du président du CONI Giovanni Malagò et du président de la FIDAL Alfio Giomi.
Depuis 2017, l'installation est gérée par l'Association des sports amateurs de L'Aquila.